# Calamus dianbaiensis
Calamus dianbaiensis là loài thực vật có hoa thuộc họ Arecaceae. Loài này được C.F.Wei mô tả khoa học đầu tiên năm 1986.